# Psaenythia bergii
Psaenythia bergii is een vliesvleugelig insect uit de familie Andrenidae. De wetenschappelijke naam van de soort is voor het eerst geldig gepubliceerd in 1884 door Holmberg.